# إيزابيل كيث
إيزابيل كيث (بالإنجليزية: Isabelle Keith)‏ هي ممثلة أمريكية، ولدت في 27 مايو 1898، وتوفيت في 20 يوليو 1979.

## أعمال

### أفلام
- (1929) يوم مثالي

## وصلات خارجية
- إيزابيل كيث على موقع IMDb (الإنجليزية)
- إيزابيل كيث على موقع قاعدة بيانات الفيلم (الإنجليزية)